# Bam Adebayo
Edrice Femi Adebayo (Pinetown, 1997. július 18. –) amerikai olimpiai bajnok kosárlabdázó, a Miami Heat játékosa a National Basketball Associationben (NBA).
Newarkban született és Észak-Karolinában nőtt fel, a Northside Középiskola és a High Point Keresztény Akadémia játékosa volt. Megválasztották az állam legjobb kosárlabdázójának és  McDonald’s All-American elismerést is kapott. Egyetemen a Kentucky Wildcats játékosa volt, itt beválasztották az SEC főcsoport legjobb játékosai közé első évében.
A 2017-es NBA-draft során a Miami Heat választotta ki a 14. helyen. Adebayo háromszoros NBA All Star és négyszer is beválasztották a második védekező csapatba, egyszer az elsőbe. 2020-ban második lett a Legtöbbet fejlődött játékos díj szavazásán és eljutott az NBA döntőjéig a Heat színeiben.
2019-ben behívták a világbajnokságon szereplő amerikai válogatottba, de végül nem utazott el Kínába. A 2020. évi olimpián játszott először a felnőtt válogatottban, aranyérmesek lettek Tokióban. A nigériai válogatottban is játszhatott volna.

## Statisztika

### Egyetem
| Év        | Csapat            | JM | KM | JP/M | MG%  | 3P% | BD%  | LP/M | GP/M | L/M | B/M | P/M  |
| --------- | ----------------- | -- | -- | ---- | ---- | --- | ---- | ---- | ---- | --- | --- | ---- |
| 2016–2017 | Kentucky Wildcats | 38 | 38 | 30,1 | .599 | —   | .653 | 8,0  | 0,8  | 0,7 | 1,5 | 13,0 |

### NBA

#### Alapszakasz
| Év        | Csapat     | JM  | KM  | JP/M | MG%  | 3P%   | BD%  | LP/M | GP/M | L/M | B/M | P/M  |
| --------- | ---------- | --- | --- | ---- | ---- | ----- | ---- | ---- | ---- | --- | --- | ---- |
| 2017–2018 | Miami Heat | 69  | 19  | 19,8 | .512 | .000  | .721 | 5,5  | 1,5  | 0,5 | 0,6 | 6,9  |
| 2018–2019 | Miami Heat | 82* | 28  | 23,3 | .576 | .200  | .735 | 7,3  | 2,2  | 0,9 | 0,8 | 8,9  |
| 2019–2020 | Miami Heat | 72  | 72  | 33,6 | .557 | .143  | .691 | 10,2 | 5,1  | 1,1 | 1,3 | 15,9 |
| 2020–2021 | Miami Heat | 64  | 64  | 33,5 | .570 | .250  | .799 | 9,0  | 5,4  | 1,2 | 1,0 | 18,7 |
| 2021–2022 | Miami Heat | 56  | 56  | 32,6 | .557 | .000  | .753 | 10,1 | 3,4  | 1,4 | 0,8 | 19,1 |
| 2022–2023 | Miami Heat | 75  | 75  | 34,6 | .540 | .083  | .806 | 9,2  | 3,2  | 1,2 | 0,8 | 20,4 |
| 2023–2024 | Miami Heat | 71  | 71  | 34,0 | .521 | .357  | .755 | 10,4 | 3,9  | 1,1 | 0,9 | 19,3 |
| 2024–2025 | Miami Heat | 78  | 78  | 34,3 | .485 | .357  | .765 | 9,6  | 4,3  | 1,3 | 0,7 | 18,1 |
| Karrier   | Karrier    | 567 | 463 | 30,6 | .537 | .314  | .756 | 8,9  | 3,6  | 1,1 | 0,9 | 15,7 |
| All Star  | All Star   | 3   | 1   | 17,3 | .778 | 1.000 | –    | 1,3  | 1,3  | 0,0 | 0,0 | 5,0  |

#### Play-in
| Év      | Csapat     | JM | KM | JP/M | MG%  | 3P%  | BD%  | LP/M | GP/M | L/M | B/M | P/M  |
| ------- | ---------- | -- | -- | ---- | ---- | ---- | ---- | ---- | ---- | --- | --- | ---- |
| 2023    | Miami Heat | 2  | 2  | 39,2 | .286 | -    | .667 | 13,0 | 4,0  | 2,0 | 1,5 | 10,0 |
| 2024    | Miami Heat | 2  | 2  | 31,2 | .588 | .250 | .500 | 8,0  | 2,5  | 0,0 | 2,0 | 11,5 |
| 2025    | Miami Heat | 2  | 2  | 40,0 | .467 | .143 | .500 | 11,5 | 4,0  | 2,0 | 2,5 | 16,0 |
| Karrier | Karrier    | 6  | 6  | 36,8 | .441 | .182 | .591 | 10,8 | 3,5  | 1,3 | 2,0 | 12,5 |

#### Rájátszás
| Év      | Csapat     | JM | KM | JP/M | MG%  | 3P%  | BD%  | LP/M | GP/M | L/M | B/M | P/M  |
| ------- | ---------- | -- | -- | ---- | ---- | ---- | ---- | ---- | ---- | --- | --- | ---- |
| 2018    | Miami Heat | 5  | 0  | 15,4 | .467 | .000 | .214 | 4,0  | 0,0  | 0,0 | 0,4 | 3,4  |
| 2020    | Miami Heat | 19 | 19 | 36,2 | .564 | .000 | .783 | 10,3 | 4,4  | 1,0 | 0,8 | 17,8 |
| 2021    | Miami Heat | 4  | 4  | 34,0 | .456 | —    | .769 | 9,3  | 4,3  | 1,3 | 0,5 | 15,5 |
| 2022    | Miami Heat | 18 | 18 | 34,1 | .594 | .000 | .763 | 8,0  | 2,7  | 1,0 | 0,7 | 14,8 |
| 2023    | Miami Heat | 23 | 23 | 36,9 | .481 | .000 | .821 | 9,9  | 3,8  | 0,9 | 0,7 | 17,9 |
| 2024    | Miami Heat | 5  | 5  | 38,4 | .495 | .200 | .714 | 9,4  | 3,8  | 0,4 | 0,0 | 22,6 |
| 2025    | Miami Heat | 4  | 4  | 38,3 | .438 | .333 | .636 | 11,0 | 4,3  | 1,0 | 0,3 | 17,5 |
| Karrier | Karrier    | 78 | 73 | 34,7 | .517 | .243 | .757 | 9,2  | 3,5  | 0,9 | 0,6 | 16,4 |